# Перший крок у хмарах
Перший крок у хмарах — український короткометражний художній фільм за однойменним оповіданням Марека Хласко, про 3 чоловіків-невдах.  

## Інформація

### Сюжет
Історія про трьох невдах: Володимира, Валіка та Малішевського. Одного суботнього вечора наші герої були зайняті своїми звичними справами - пивом та... та й більш нічим. Але з'явилася можливість розважитись - попідглядати за усамітненою парочкою у посадці. Те, що вони побачили, йшло всупереч із тим, що вони звикли і хотіли побачити. Ними рухала хіть і вони хотіли подивитись на порно, але несподівано перед ними відкрилося ...кохання юних хлопця та дівчини.

### У ролях
- Олексій Колесник
- Сергій Малюга
- Петро Бенюк
- Олесь Косинський
- Ангеліна Пустовіт

### Виробництво
- Режисер: Аліна Горлова,
- Сценарій: Аліна Горлова,
- Оператор: Олексій Кучма,
- Монтаж: Сергій Клепач,
- Музика: Андрій Тупіков,
- Художник-постановник: Іван Левченко
- Продюсер: Ігор Савиченко,
- Компанія-виробник: ТОВ «Директорія кіно»
- Міжнародні права: ТОВ «Директорія кіно»

### Відзнаки
- Фільм став одним із переможців Четвертого міжнародного фестивалю авторського кіна «Кінолікбез», що проходив у російському місті Барнаулі, на Алтаї.[1]. Аліна Горлова, режисер стрічки, удостоєна нагроди Срібний Жан-Люк «Сила слова» за найкращий сюжет.